# Granica Austro-Węgier z Rumunią
Granica austro-węgiersko-rumuńska – granica międzypaństwowa między Monarchią Austro-Węgierską (Księstwo Bukowiny, Królestwo Węgier) a Królestwem Rumunii, istniejąca w latach 1878 -1918.
Początek granicy znajdował się na trójstyku granic Rumunii, Rosji i Austro-Węgier (Bukowina) na rzece Prut (ujście rzeki Rokitna, okolice miejscowości Nowosielica). Granica biegła Prutem krótkim odcinkiem w kierunku zachodnim, następnie przybierała kierunek południowy, przecinała rzekę Seret i dochodziła na południe od miasta Suczawa. Przybierała tu kierunek zachodni i zakolami dochodziła do styku granic Bukowiny, Siedmiogrodu i Rumunii w Górach Kalimeńskich.
 Stąd biegła w kierunku południowym grzbietami Karpat Wschodnich (Karpaty Mołdawskie) do Gór Penteleu, gdzie przybierała kierunek zachodni i biegła: grzbietami Karpat Południowych (Alpy Transylwańskie), górami Fogaraskimi, Sybińskimi i Vîlcan) do Góry Godeanu (2230 m n.p.m.). Przybierała tu kierunek południowy i częściowo, biegnąc rzeką  Cerna, dochodziła do Dunaju, na wschód od  Orszowy (Orșova) do styku granic Austro-Węgier, Serbii i Rumunii.
Granica istniała do lat 1918-1920 (traktaty w Bukareszcie, a następnie w Saint-Germain-en-Laye i Trianon).